# Il guardiano (Pinter)
Il guardiano (The Caretaker), proposta in Italia anche come Il custode e Il portiere, è un'opera teatrale del drammaturgo britannico Harold Pinter, portata al debutto a Londra nel 1960. La pièce, la sesta di Pinter, fu il primo successo di critica e pubblico dell'autore, che vinse il Premio Nobel per la letteratura nel 2005.

## Trama
Aston, un trentenne fragile che in gioventù subì l'elettroshock, vive con il fratello minore Mick, un giovanotto ambizioso che ha poca pazienza con il fratello problematico. Un giorno Aston, la cui ingenuità lo rende incline ad essere imbrogliato, invita a casa sua Davies, un anziano barbone in cerca di rifugio dopo una rissa da cui Aston l'ha salvato. Appena arrivato a casa dei fratelli, Davies comincia a lamentarsi della confusione dell'appartamento, ma accetta comunque di trascorrerci la notte prima di dirigersi a Londra l'indomani. Il giorno dopo però Aston propone a Davies di restare più a lungo e lo lascia solo mentre va a sbrigare delle commissione. Mick ritorna a casa proprio mentre Davies cerca tra gli averi di Aston e, non conoscendo l'uomo, lo scambia per un ladro. Davies spiega la situazione al padrone di casa e Aston, appena tornato, conferma tutto. Mick, più intelligente del fratello, capisce che Davies porterà problemi e ne trova conferma quando, passati alcuni giorni, Davies non accenna ad andarsene.
I tre si accorgono di avere qualcosa in comune: tutti loro sono dei falliti, incapaci di realizzare le proprie ambizioni, siano esse il giardinaggio (Aston), andare a Londra (Davies) o arricchirsi (Mick). Dato che Aston si è affezionato a Davies, Mick gli trova un lavoro come custode dell'appartamento; il vagabondo inizialmente rifiuta, dato che teme che qualcuno venga a cercarlo, ma poi cambia idea e accetta. Mick gli richiede delle referenze, ma Davies comincia comunque a lavorare anche se non è ancora andato a Londra a procurarsi le carte necessarie. Davies però rivela presto la sua cattiva natura e comincia a deridere Aston per la sua sciatteria e pigrizia, deridendolo velatamente per il suo disturbo mentale. Mick intima a Davies di smetterla, mentre Aston sogna di vendicarsi sui dottori che gli hanno fatto del male, pur continuando a posticipare la sua vendetta al momento (sempre posticipato) in cui finirà di costruire il capanno in giardino.
Quando i litigi domestici si fanno sempre più frequenti, Aston ordina a Davies di andarsene, sentendosi ferito dall'ingratitudine dell'uomo che lui aveva soccorso ormai parecchie notti prima. Davies ignora l'ordine di Aston credendo che Mick sarà dalla sua parte, ma anche il più giovane dei fratelli gli intima di andarsene e Davies, riluttante, lascia la casa e si ritira nel giardino, da cui continua a guardare dentro l'appartamento. Rimasti soli, i due fratelli si sorridono con aria complice, lasciando intravedere la possibilità di un rapporto più stretto tra loro dopo l'esperienza comune.

## Rappresentazioni e adattamenti

### L'opera a teatro
La tragicommedia debuttò all'Arts Theatre di Londra, dove ottenne un tale successo da essere immediatamente riproposto nel più capiente Duchess Theatre del West End. Donald Pleasence interpretava Davies, Alan Bates ricopriva il ruolo di Mick e Peter Woodthorpe ricopriva il ruolo di Aston. L'anno successivo Bates e Pleasence tornarono a recitare i rispettivi ruoli nella prima dell'opera a Broadway, in scena al Lyceum Theatre per 165 repliche con Robert Shaw nella parte di Aston.
Da allora, Il guardiano è stato riproposto regolarmente sulle scene londinesi, in apprezzati allestimenti come quello del National Theatre con Jonathan Pryce, Kenneth Cranham e Warren Mitchell (1981), quello all'Harold Pinter Theatre con Donald Pleasence, Peter Howitt e un giovane Colin Firth (1991), al Comedy Theatre con Michael Gambon, Rupert Graves e Douglas Hodge (2000) e all'Old Vic con Timothy Spall, Daniel Mays e George MacKay (2016).

### Al cinema
Nel 1963 Pinter adattò il proprio testo teatrale nella sceneggiatura del film di Clive Donner The Caretaker - Il guardiano, in cui Bates, Pleasence e Shaw - gli interpreti originali a Broadway - tornarono a interpretare le parti già ricoperte sulle scene newyorchesi.

## In Italia
In Italia, la prima versione del dramma fu radiofonica: nel luglio 1964 infatti il  Terzo programma trasmise Il custode, con le voci di Tino Buazzelli (Davies), Alberto Lionello (Mick) ed Enzo Tarascio (Aston), e la regia di Giorgio Bandini. La traduzione era di Elio Nissim, pubblicata da Bompiani due anni prima nella monografia pinteriana Il guardiano e altri drammi (collana "Pegaso teatrale").
La registrazione di quel radiodramma è stata resa disponibile dalla Rai nell'archivio on-line di Raiplay Sound.
Sarà poi Buazzelli, nello stesso ruolo, a portare The Caretaker in teatro nella stagione 1966-'67, questa volta con il titolo Il portiere: l'allestimento era diretto da Edmo Fenoglio, che curò anche la traduzione, e vedeva in scena Nanni Bertorelli (Aston) e Lino Capolicchio (Mick). Anteprima nazionale il 9 gennaio 1967 al Teatro Comunale di Modena.
Esattamente dieci anni dopo, Fenoglio riprese il dramma per una versione televisiva intitolata Il guardiano, resa memorabile anche dalla presenza di Peppino De Filippo (Davies), nell'unico ruolo non comico della sua carriera. Completavano il cast Ugo Pagliai (Aston) e Capolicchio (ancora Mick, come in teatro un decennio prima).
Nei decenni seguenti, il testo è stato riproposto con una certa regolarità da varie compagnie e registi, sia come Il guardiano (Gruppo della Rocca, 1982; Lorenzo Loris, 2010, Duccio Camerini, 2023), sia come Il custode (LaLut, 2009; Pacta dei teatri, 2018), talvolta con interpreti piuttosto famosi, come l'allestimento in cui Guido De Monticelli diresse Renato De Carmine, Giancarlo Zanetti e Giuseppe Pambieri (1988).